# Michael van Gerwen
Michael van Gerwen (Boxtel, 25 aprile 1989) è un giocatore di freccette olandese.
È considerato uno dei giocatori di freccette più forti al mondo, nonché della storia. Dal 2014 al 2021 è stato ininterrottamente 1º nel ranking mondiale di freccette della PDC, venendo poi spodestato da Gerwyn Price dopo la vittoria nel Campionato del mondo PDC contro Gary Anderson.
È il secondo giocatore più vincente della storia della PDC dietro solo a Phil Taylor. Nel 2016 ha vinto 25 tornei, aggiudicandosi circa 2 milioni di euro in montepremi. È stato il più giovane giocatore di freccette a fare un "Nine-dart finish", all'età di 17 anni e 298 giorni.

## Vita privata
Dall'agosto 2014 è sposato con Daphne Govers.
Come lui stesso ha dichiarato, è un tifoso del PSV Eindhoven.
Inoltre Sky Sports, nel mese di dicembre nel 2014, trasmise un documentario di un'ora in suo onore, intitolato "Mighty Mike".

## Riconoscimenti

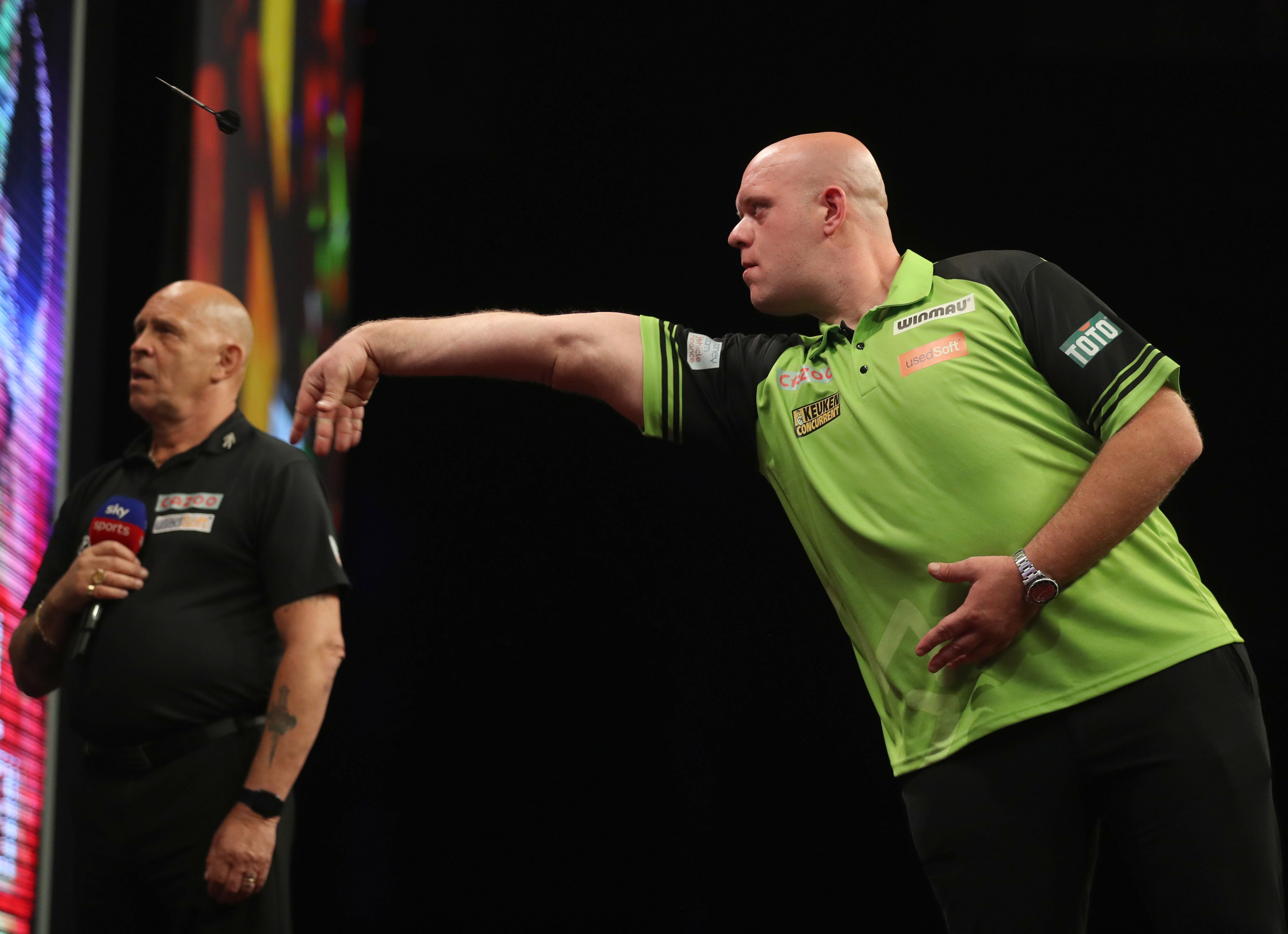
Michael van Gerwen (2022)

- 2005 - Il più giovane vincitore in assoluto di un evento classifica BDO, nel Norway Open
- 2006 - Il più giovane ad arrivare ai quarti di finale di un evento televisivo a freccette, International Darts League
- 2006 - Il più giovane ad arrivare alle semifinali di un evento televisivo a freccette, al Trofeo Mondiale di Freccette
- 2006 - Il più giovane vincitore in assoluto della World Masters Winmau
- 2007 - Il più giovane giocatore di sempre ai Campionati del Mondo BDO
- 2007 - Il più giovane giocatore a fare un Nine-dart finish, all'età di 17 anni e 298 giorni
- 2011 - PDC giovane giocatore dell'anno.
- 2012 - finitura Nove-dardo al Matchplay mondiale.
- 2012 - ottobre: Finisce per la prima volta nella top 10 del ranking.
- 2012 - finitura Nove-dardo al PDC World Championship 2013
- 2013 - A gennaio irrompe nel mondo del prime quattro per la prima volta
- 2013 - PDC Giovane giocatore dell'anno
- 2013 - PDC Giocatore preferito dai fans dell'anno
- 2013 - PDPA Giocatore preferito dai giocatori dell'anno
- 2013 - aprile: il numero due al mondo per la prima volta
- 2013 - Primo giocatore finire la Premier League di freccette superiore della tabella diverso da Phil Taylor
- 2013 - Il primo giocatore a battere Taylor più di una volta in una finale
- 2014 - Il numero uno al mondo per la prima volta
- 2014 - Nine-dart finish al Campionato Europeo
- 2015 - Il secondo giocatore dopo Taylor a guadagnare 1 milione di £ sul rolling biennale Ordine al Merito
- 2015 - Imposta la più alta media televisivo di 116.90 nel 2015 Premier League
- 2015 - Miglior ProTour Player
- 2015 - Giocatore dell'anno PDC
- 2015 - PDC Player of the Year (con Gary Anderson)
- 2016 - Stabilisce il record mondiale più alta media di 123.40 in Premier League
- 2016 - Nine-dart finish al 2016 UK Open
- 2016 - Vince il campionato europeo di freccette per il terzo anno consecutivo
- 2017 - Media più alta di 114.05 in un campionato mondiale
- 2017 - Esegue due Nine-dart finishes nello stesso match, divenendo il secondo atleta dopo Phil Taylor a compiere questa prodezza sebbene non in diretta televisiva